# 蘇代 (三國)
苏代（?—?），吴郡人，东汉末年官员。
当时江南宗贼盛行，苏代曾帮助曹操平定黄巾之乱。初平元年（190年），长沙郡太守孙坚到北方讨伐董卓，苏代自领长沙太守。刘表担任荆州刺史，贝羽为华容长，苏代和他各阻兵作乱。蒯越认为袁术勇而无断，苏代、贝羽都是武人，不足虑。苏代后被刘表平定。